# Mauenheim (Köln)
Mauenheim ist mit etwa 5600 Einwohnern und einer Größe von 49 ha der kleinste Stadtteil von Köln. Er liegt im linksrheinischen Stadtbezirk Nippes zwischen dem Nordfriedhof, der Neusser Straße und dem Mauenheimer Gürtel.
Mauenheim wird im Osten und Norden von Weidenpesch umschlossen, im Süden befindet sich Nippes. Im Westen begrenzt die Eisenbahnlinie Köln-Neuss-Krefeld, der sich westlich der Stadtteil Bilderstöckchen anschließt.

## Geschichte

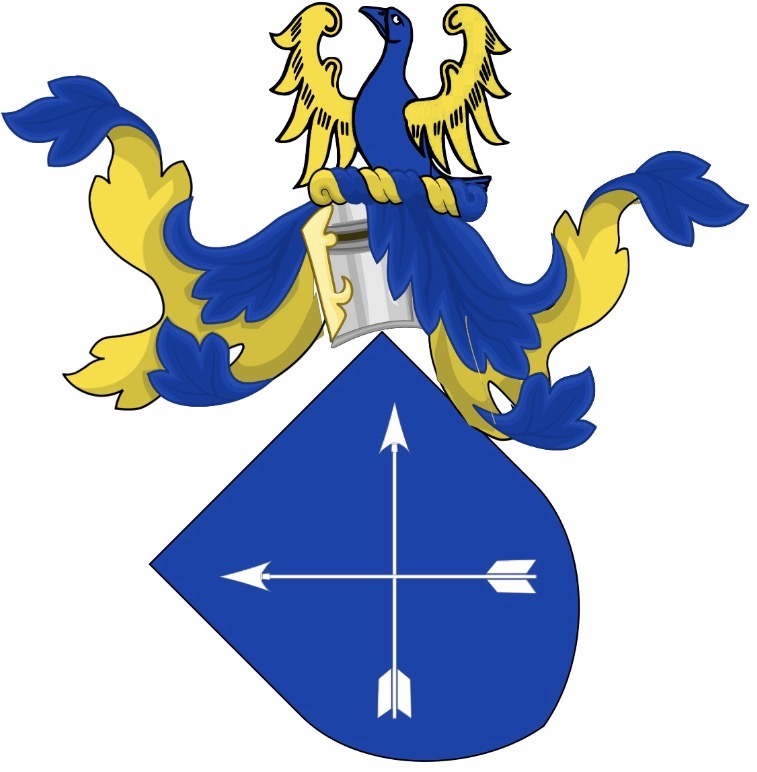
Wappen von Mauenheim, angebracht an der Außenwand der Kirche St. Quirinus, Köln-Mauenheim.

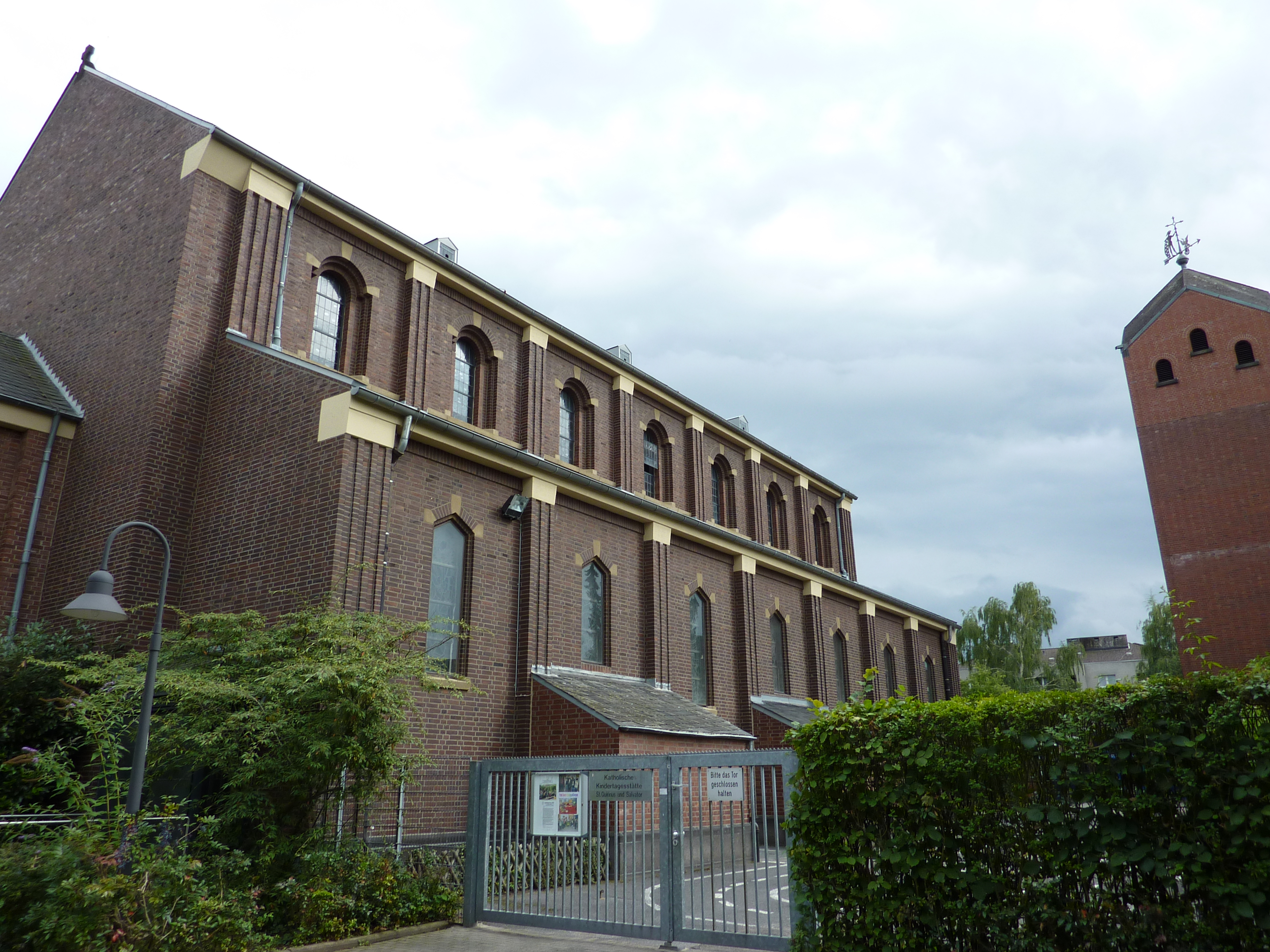
Köln-Mauenheim – St. Quirinus

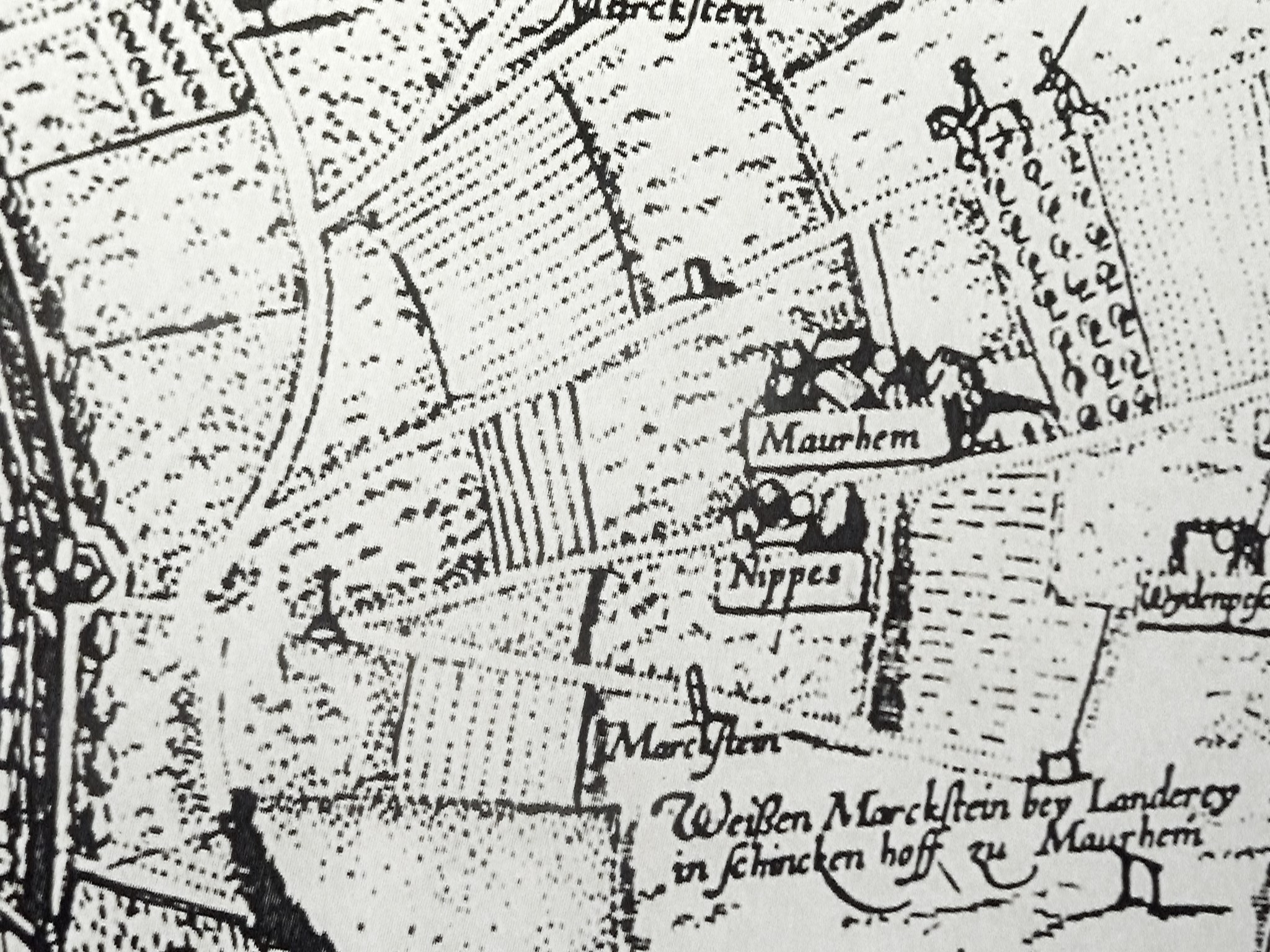
Mauenheim – Abraham Hogenberg, Schweidkarte (nach 1609)

Die erste urkundliche Erwähnung Mauenheims stammte aus dem Jahre 1199, als Erzbischof Adolf I. dem Kunibertsstift den Rodzehnt schenkte („wie es ihm von rechtswegen erlaubt sei und freistehe“), der auf neu gerodete Flächen erhoben wurde. Mit der Schenkung wurde den Stiftsherren von St. Kunibert die „Herrlichkeit Mauenheim“ unterstellt, ein Gebiet, das die Fläche der heutigen Stadtteile Nippes, Mauenheim und Bilderstöckchen umfasste. Unter einer Herrlichkeit verstand man einen Bereich, der ursprünglich einem „freien Herrn“ unterstand. Weitere Mauenheimer Grundstücke pachteten 1223 Philipp Vetscholder und seine Frau Petrissa, 1236 das Ehepaar Otto und Margarete jeweils auf Lebenszeit. Weitere Erwähnung fand ein „Hof Mauenheim“ („Mowenheim“ oder „Mouenheim“), als das Ordenshaus der Deutzer Johanniterkommende St. Johann und Cordula im Jahre 1237 Landflächen von 4 Mansen und 30 Morgen (Fläche: 466 Morgen) erwarb und hierauf den „Johanniterhof“ errichtete.
Die Johanniter erhielten 1377 von ihrem Großprior Konrad von Braunsberg die Genehmigung, ihren Hof mit drei Hufen Ackerland gegen den „Zidderwald“ in Bergisch Gladbach zu tauschen. Bis zum Vertragsvollzug sollte der Ordensbruder Ludolf van Mauenheim den Hof bewirtschaften. St. Kunibert verpachtete am 1. Oktober 1423 seinen zurück erworbenen „Hof Mauenheim“ den Eheleuten Arnold und Aleydis auf 12 Jahre gegen 58 Malter, am 1. Oktober 1428 verpachteten die Johanniter am Bischofsweg in Mauenheim 4 Morgen Ackerland. Die Grenzen der „Herrlichkeit Mauenheim“ beschrieb 1556 ein Weistum: „Zum irsten von dem Heiligen Stücksgen ahm Restbüchell biß auff den Weisenstein auff der Neusser Straßen ligende, von dem Stein over die vierzig Morgen bis an den Stein gelegen am Lieffacker. Weiters von dem selbigen Stein auff die Ossendörper Straß biß an den Heiligenstock biß die Scheiffers Burch, von der Scheifferburch an die Hincken Hegge, von der Heggen biß ahn dat Bracker Creutze in der Neusser Straßen, von dem Kreutze biß auf die Stein in der Neelerstraßen [Niehler Straße; d.Verf.] und von danen wiederumb biß auff die Straße unnd des verschriebenen Hilgenstock am Restbüchell darselbst, dan erstlich angefangen ist“.
Ein Patrizier namens Braun von Mauwenheim (Bruno von Mauenheim), der aus der Gegend stammte, schloss sich inzwischen im 12. Jahrhundert einem Kreuzzug unter König Konrad III. an, geriet um 1221 in Laodicea in Gefangenschaft und floh zurück nach Köln. Die Ansiedlung Mauenheim wechselte seitdem ihren Ortsnamen fortan recht häufig, denn alleine im Mittelalter hieß sie Mowinheym(b) (1199), Mouenheym oder Movenhe(i)m, später (um 1481) auch Mauvenheim. Mowinheym lag im Umkreis der heutigen Gocher Straße und des Niehler Kirchwegs sowie der Mauenheimer Straße, die schon damals bestand. Die nach 1609 erschienene Schweidkarte des Abraham Hogenberg zeigt nördlich der Neusser Straße die Ansiedlung „Maurhem“, südlich davon „Nippes“. Seit dem 16. Jahrhundert entstand auf dem Gebiet der „Herrlichkeit Mauenheim“ die Ortschaft Nippes, die immer bedeutender wurde.
1798 endete während der Franzosenzeit die „Herrlichkeit Mauenheim“, sie gehörte von nun an zur Bürgermeisterei Longerich (französisch Mairie de Longerich). Die Tranchotkarte vom August 1807 bezeichnete die Ansiedlung als „Maulem“. Im Jahre 1810 erwarb Laurenz Fürth von dem damaligen Eigentümer Nikolaus Huntgeburth den 1237 von der Johanniterkommende begründeten Johanniterhof in der Gemarkung Mauenheim. Lange nach dem Wiener Kongress erfolgte 1866 die Aufteilung der Bürgermeisterei Longerich in die beiden Gemeinden Nippes (mit Riehl und Mauenheim) und Longerich (mit Niehl, Merheim und Volkhoven). Im April 1888 gelangte der Stadtteil Mauenheim unter dem Namen Nippes nach Köln. Im Jahre 1919 entstanden im Norden von Nippes neue Siedlungen, woraufhin im August 1933 der Stadtteil von Nippes abgetrennt wurde und seinen alten Namen Mauenheim zurückbekam. Hierfür stimmten am 18. Februar 1922 die Einwohner in einer Bürgerversammlung dem Vorschlag von Pastor Peter Schreiber zu, die Ortschaft „Mauenheim“ zu nennen. Der Bezirk Mauenheim entstand aus Teilen von Merheim (linksrheinisch), aus fast unbewohnten Teilen von Nippes und aus zur Zeit der Volkszählung vom 16. Juni 1933 unbesiedelten Teilen von Longerich.

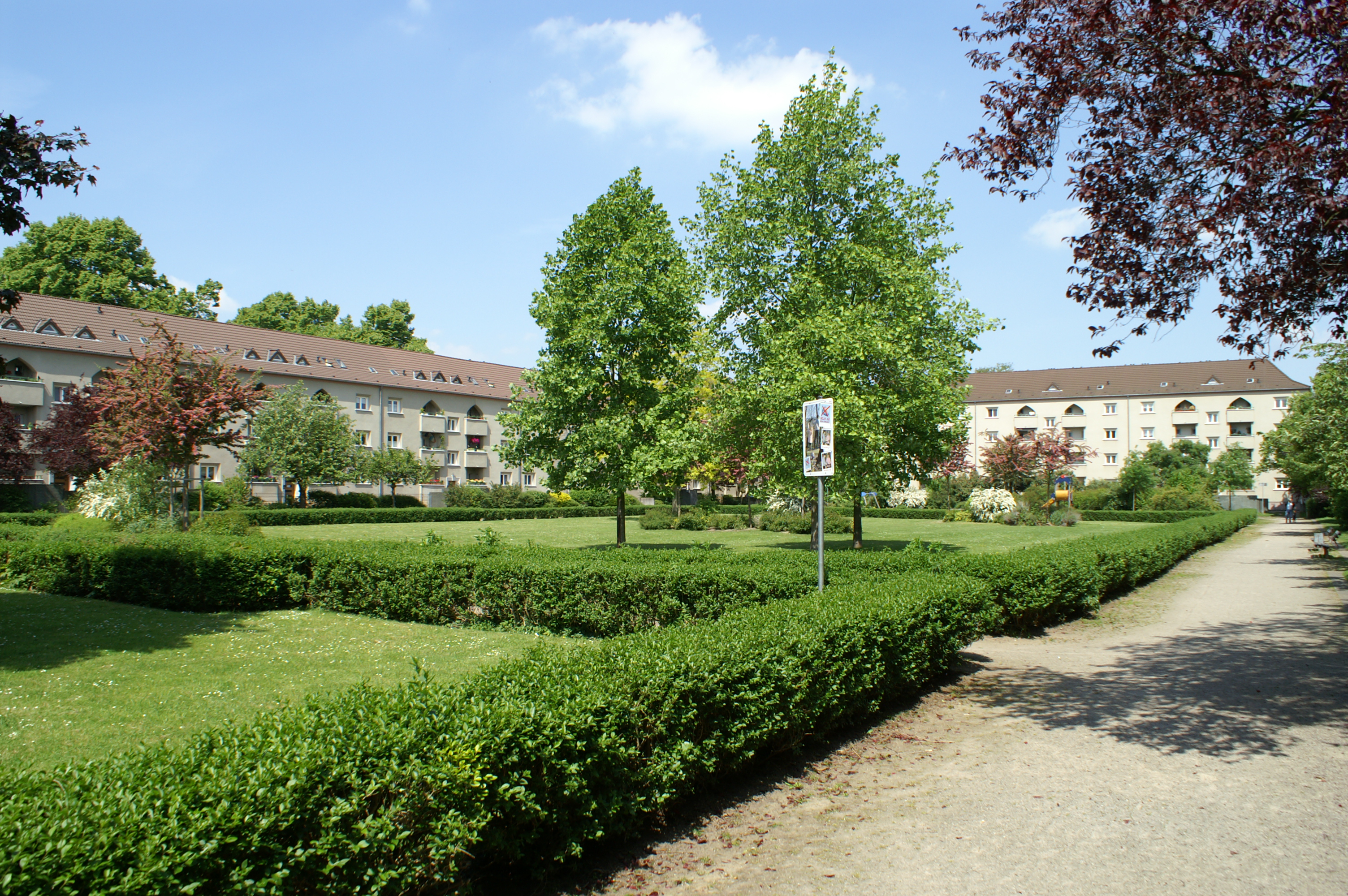
Köln-Mauenheim – Grüner Hof

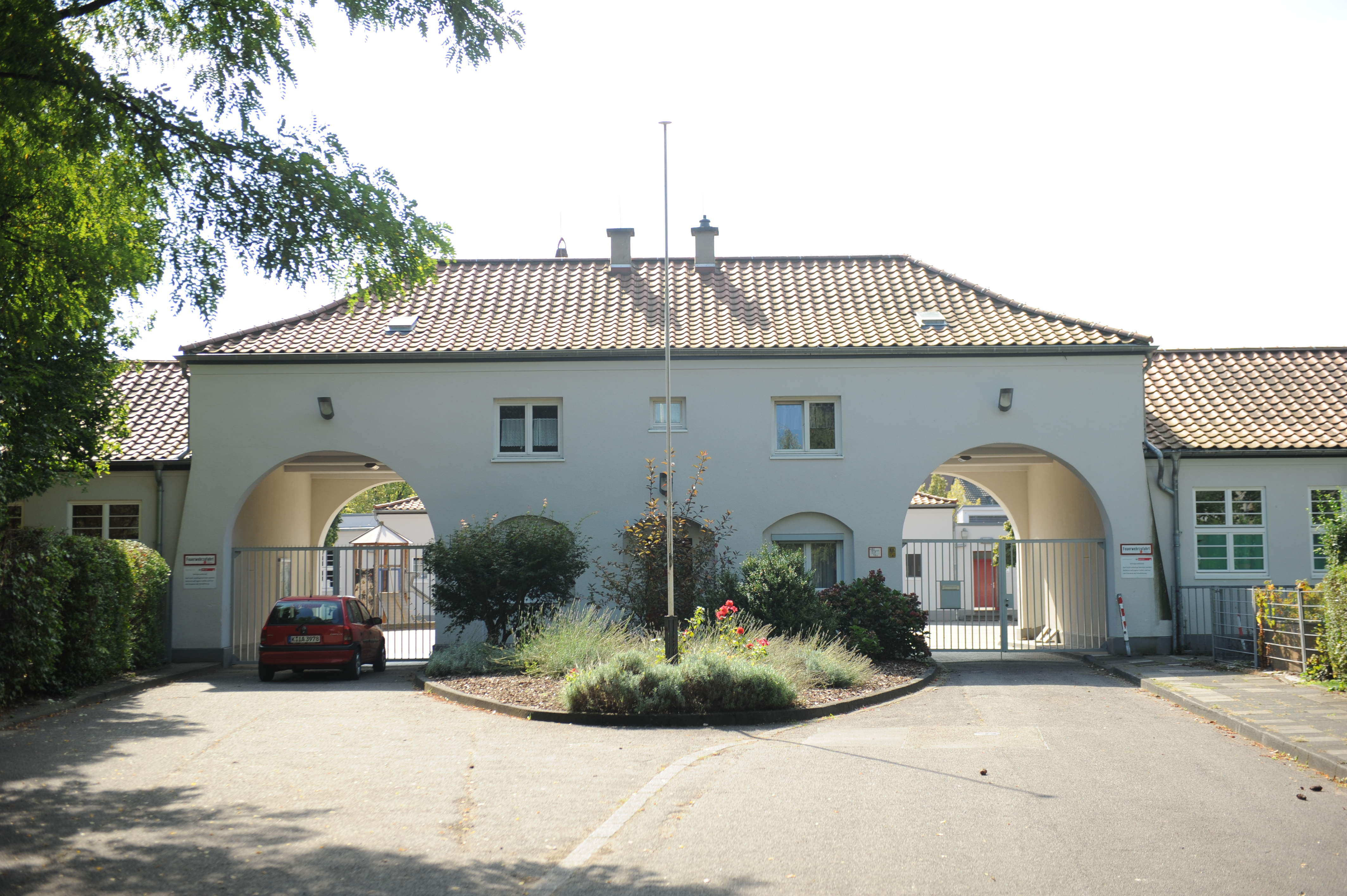
Köln-Mauenheim – Gemeinschaftsgrundschule Nibelungenstraße

Erste Arrondierungen des Gebiets erfolgten Anfang 1896 für die Anlage des Nordfriedhofs, der am 18. Mai 1896 auf einer ehemaligen Kiesgrube seine Pforten öffnete. Die Wohnbebauung begann 1914 südlich des Friedhofs mit der Planung der „Nibelungensiedlung am Nordfriedhof“ (676 Wohneinheiten sowie soziale Einrichtungen und 20 Ladenlokale) durch Wilhelm Riphahn, die Bauzeit nahm 9 Jahre in Anspruch (1919–1928). Als Bauträger fungierte die erst im März 1913 gegründete stadteigene GAG Immobilien. Die Kombination Riphahn/GAG errichtete zwischen 1922 und 1924 auch den „Grüner Hof“, der ein bedeutendes und frühes Beispiel einer sich um eine große Parkanlage gruppierenden Wohnsiedlung in Deutschland darstellte. Seine Bauform geht auf englische und holländische Vorbilder zurück und liegt zeitlich noch früher als die Wiener Höfe (1923) und die Berliner Hufeisensiedlung (1924), beide Inbegriff einer kollektiven Wohnform. Die Wohnanlage wurde zwischen 1995 und 2000 saniert. Die zum Kunibertsstift gehörende erste St. Quirinus-Kirche wurde nach einem Feuer 1665 abgebrochen und lag etwa 700 Meter südöstlich der 1927 von Eduard Endler errichteten heutigen Kirche. Die von Fritz Schaller entworfene und am 4. Dezember 1954 benedizierte Kapelle „Madonna im Grünen“ gehört geografisch bereits zu Köln-Weidenpesch.

## Bevölkerungsstatistik
Struktur der Bevölkerung von Köln-Mauenheim (2021):
- Durchschnittsalter der Bevölkerung: 43,7 Jahre (Kölner Durchschnitt: 41,4 Jahre)
- Ausländeranteil: 16,5 % (Kölner Durchschnitt: 19,3 %)
- Arbeitslosenquote: 6,1 % (Kölner Durchschnitt: 8,6 %)